# Трес-Пасус
Трес-Пасус (порт. Três Passos)  —  муниципалитет в Бразилии, входит в штат Риу-Гранди-ду-Сул. Составная часть мезорегиона Северо-запад штата Риу-Гранди-ду-Сул. Входит в экономико-статистический  микрорегион Трес-Пасус. Население составляет 23 467 человек на 2007 год. Занимает площадь 268,395 км². Плотность населения — 86,3 чел./км².

## История
Город основан 28 декабря 1944 года. 

## Статистика
- Валовой внутренний продукт на 2003 составляет 340.320.872,00 реалов (данные: Бразильский институт географии и статистики).
- Валовой внутренний продукт на душу населения на 2003 составляет 14.271,61 реалов (данные: Бразильский институт географии и статистики).
- Индекс развития человеческого потенциала на 2000 составляет 0,822 (данные: Программа развития ООН).